# Brinsley Shaw
Brinsley Shaw, nato Sheldon Brinsley Shaw  (New York, 18 marzo 1876 – New York, 3 luglio 1931), è stato un attore, regista e sceneggiatore statunitense del muto.

## Biografia
Nato a New York City nel 1876, Brinsley Shaw si avvicinò al cinema nel 1910 a 34 anni. Al suo debutto sullo schermo, si vide affidato il ruolo da protagonista nella parte di un detective in un cortometraggio diretto da Tom Ricketts per la Essanay Film Manufacturing Company. Messo sotto contratto dalla compagnia di Chicago fondata qualche anno prima da Gilbert M. 'Broncho Billy' Anderson, Shaw entrò a far parte del team che seguiva Anderson nelle località dell'ovest dove il famoso attore-regista andava a girare i suoi western. Gli oltre quaranta cortometraggi che Shaw girò dal 1910 al 1913 per la Essanay lo videro soprattutto nelle vesti di coprotagonista, quasi sempre a fianco di Anderson. A metà del 1913, l'attore lasciò la società per la Vitagraph, dove fu diretto in quattro pellicole da Maurice Costello, un famoso attore che spesso dirigeva i propri film. Passò poi alla Lubin Manufacturing Company e ad altre compagnie.
Nella seconda metà degli anni dieci, tra il 1915 e il 1917, Shaw diresse alcuni film di uno dei quali scrisse pure la sceneggiatura, ma poi tornò a fare l'attore.
Shaw si trovò a recitare in un paio di film insieme a Rodolfo Valentino: ne Il ladro di perle del 1919, lui rivestiva uno dei ruoli principali mentre il giovane Valentino ricopriva una piccola parte, esibendosi nelle vesti di un danzatore apache parigino; nel secondo, I quattro cavalieri dell'Apocalisse, film che lanciò la carriera di Valentino, la partecipazione di Shaw, invece, si limitava a un piccolo ruolo.
Il suo ultimo film risale al 1927 quando appare nel cast di The Dove. Il film, diretto da Roland West e interpretato da Norma Talmadge, vinse nella prima edizione dell'Academy Award il Premio Oscar per la miglior scenografia.

### Vita privata
L'attore si era sposato con Hazel Allen Shaw (1882-1970) ma l'unione finì in un divorzio nel novembre 1922. Dal matrimonio erano nati due figli, un maschietto che morì nel 1911 poco dopo la nascita e una bambina, Sheldon Shaw Clifton (1913-1960).
Shaw morì nella città dov'era nato il 3 luglio 1931 all'età di 55 anni. Venne sepolto nel Kensico Cemetery, Valhalla, nella Contea di Westchester (stato di New York).

## Filmografia
La filmografia - basata su IMDb - è completa. Quando manca il nome del regista, questo non viene riportato nei titoli

### Attore

#### 1910
- The Thief, regia di Tom Ricketts (1910)
- The Masquerade Cop, regia di Gilbert M. 'Broncho Billy' Anderson (1910)
- The Marked Trail, regia di Gilbert M. 'Broncho Billy' Anderson (1910)
- The Little Prospector, regia di Gilbert M. 'Broncho Billy' Anderson (1910)
- A Cowboy's Vindication, regia di Gilbert M. 'Broncho Billy' Anderson (1910)
- The Bad Man's Christmas Gift, regia di Gilbert M. 'Broncho Billy' Anderson (1910)
- A Gambler of the West, regia di Gilbert M. 'Broncho Billy' Anderson (1910)

#### 1911
- The Two Reformations, regia di Gilbert M. 'Broncho Billy' Anderson (1911)
- The Bad Man's Downfall, regia di Gilbert M. 'Broncho Billy' Anderson (1911)
- The Cattleman's Daughter, regia di Gilbert M. 'Broncho Billy' Anderson (1911)
- The Faithful Indian, regia di Gilbert M. 'Broncho Billy' Anderson (1911)
- A Thwarted Vengeance, regia di Gilbert M. 'Broncho Billy' Anderson (1911)
- Across the Plains, co- regia di Gilbert M. 'Broncho Billy' Anderson e Thomas H. Ince (1911)
- The Sheriff's Chum, regia di Gilbert M. 'Broncho Billy' Anderson (1911)
- The Puncher's New Love, regia di Gilbert M. 'Broncho Billy' Anderson (1911)
- Forgiven in Death, regia Gilbert M. 'Broncho Billy' Anderson (1911)
- The Hidden Mine, regia di Gilbert M. 'Broncho Billy' Anderson (1911)
- The Corporation and the Ranch Girl, regia di Gilbert M. 'Broncho Billy' Anderson (1911)
- The Backwoodsman's Suspicion, regia di Gilbert M. 'Broncho Billy' Anderson (1911)
- A Pal's Oath, regia di Gilbert M. 'Broncho Billy' Anderson (1911)
- A Western Redemption, regia di Gilbert M. 'Broncho Billy' Anderson (1911)
- The Girl Back East, regia di Gilbert M. 'Broncho Billy' Anderson (1911)
- The Cowboy Coward, regia di Gilbert M. 'Broncho Billy' Anderson (1911)
- Broncho Billy's Christmas Dinner, regia di Gilbert M. 'Broncho Billy' Anderson (1911)

#### 1912
- The Tenderfoot Foreman, regia di Gilbert M. 'Broncho Billy' Anderson (1912)
- The Sheepman's Escape, regia di Gilbert M. 'Broncho Billy' Anderson (1912)
- The Loafer, regia di Arthur Mackley (1912)
- The Oath of His Office, regia di Gilbert M. 'Broncho Billy' Anderson (1912)
- Broncho Billy and the Schoolmistress, regia di Gilbert M. 'Broncho Billy' Anderson (1912)
- The Deputy and the Girl, regia di Gilbert M. 'Broncho Billy' Anderson (1912)
- The Prospector's Legacy, regia di Gilbert M. 'Broncho Billy' Anderson (1912)
- The Ranch Girl's Mistake, regia di Gilbert M. 'Broncho Billy' Anderson (1912)
- The Deputy's Love Affair, regia di Gilbert M. 'Broncho Billy' Anderson (1912)
- A Road Agent's Love, regia di Gilbert M. 'Broncho Billy' Anderson (1912)
- Under Mexican Skies, regia di Gilbert M. 'Broncho Billy' Anderson (1912)
- The Cattle King's Daughter, regia di Gilbert M. 'Broncho Billy' Anderson (1912)
- Broncho Billy and the Bandits, regia di Gilbert M. 'Broncho Billy' Anderson (1912)
- The Dead Man's Claim, regia di Gilbert M. 'Broncho Billy' Anderson (1912)
- Broncho Billy's Gratitude, regia di Gilbert M. 'Broncho Billy' Anderson (1912)
- Broncho Billy and the Indian Maid, regia di Gilbert M. 'Broncho Billy' Anderson (1912)
- On the Cactus Trail, regia di Gilbert M. 'Broncho Billy' Anderson (1912)
- Broncho Billy's Narrow Escape, regia di Gilbert M. 'Broncho Billy' Anderson (1912)
- A Story of Montana, regia di Gilbert M. 'Broncho Billy' Anderson (1912)
- The Smuggler's Daughter, regia di Gilbert M. 'Broncho Billy' Anderson (1912)
- A Wife of the Hills, regia di Gilbert M. 'Broncho Billy' Anderson (1912)
- Broncho Billy's Pal, regia di Gilbert M. 'Broncho Billy' Anderson (1912)
- A Woman of Arizona, regia di Arthur Mackley (1912)
- An Indian Sunbeam, regia di Gilbert M. 'Broncho Billy' Anderson (1912)
- The Tomboy on Bar Z, regia di Gilbert M. 'Broncho Billy' Anderson (1912)
- The Ranch Girl's Trial, regia di Gilbert M. 'Broncho Billy' Anderson (1912)
- An Indian's Friendship, regia di Gilbert M. 'Broncho Billy' Anderson (1912)
- The Boss of the Katy Mine, regia di Arthur Mackley (1912)
- Broncho Billy's Love Affair, regia di Gilbert M. 'Broncho Billy' Anderson (1912)
- Broncho Billy's Promise, regia di Gilbert M. 'Broncho Billy' Anderson (1912)

#### 1913
- Broncho Billy's Brother, regia di Gilbert M. 'Broncho Billy' Anderson (1913)
- Broncho Billy's Gun Play, regia di Gilbert M. 'Broncho Billy' Anderson (1913)
- The Sheriff's Story, regia di Arthur Mackley (1913)
- The Making of Broncho Billy, regia di Gilbert M. 'Broncho Billy' Anderson (1913)
- The Ranchman's Blunder, regia di Arthur Mackley (1913)
- Broncho Billy's Last Deed, regia di Gilbert M. 'Broncho Billy' Anderson (1913)
- Broncho Billy's Ward, regia di Gilbert M. 'Broncho Billy' Anderson (1913)
- Snow White, regia di Harry C. Mathews (1913)
- Broncho Billy's Sister, regia di Gilbert M. 'Broncho Billy' Anderson (1913)
- Broncho Billy's Gratefulness, regia di Gilbert M. 'Broncho Billy' Anderson (1913)
- Broncho Billy's Way, regia di Gilbert M. 'Broncho Billy' Anderson (1913)
- Broncho Billy's Reason, regia di Gilbert M. 'Broncho Billy' Anderson (1913)
- The Accusation of Broncho Billy, regia di Gilbert M. 'Broncho Billy' Anderson (1913)
- Broncho Billy and the Rustler's Child, regia di Gilbert M. 'Broncho Billy' Anderson (1913)
- The Crazy Prospector, regia di Gilbert M. 'Broncho Billy' Anderson (1913)
- The Ranch Girl's Partner, regia di Arthur Mackley (1913)
- The Last Shot, regia di Jess Robbins (1913)
- The Shadowgraph Message, regia di Jess Robbins (1913)
- The Rustler's Spur, regia di Jess Robbins (1913)
- Alkali Ike and the Hypnotist, regia di Gilbert M. 'Broncho Billy' Anderson (1913)
- Across the Rio Grande, regia di Jess Robbins (1913)
- The Dance at Eagle Pass, regia di Lloyd Ingraham (1913)
- The Warmakers, regia di Maurice Costello e Robert Gaillard (1913)
- The Sale of a Heart, regia di Maurice Costello e Robert Gaillard (1913)
- The Golden Pathway, regia di Maurice Costello e Robert Gaillard (1913)
- The Education of Aunt Georgiana, regia di Maurice Costello e Robert Gaillard (1913)

#### 1914
- Fitzhugh's Ride, regia di Edgar Jones (1914)
- In the Gambler's Web, regia di Edgar Jones (1914)
- The Weaker Brother, regia di Edgar Jones (1914)
- A Deal in Real Estate (1914)
- A Chance in Life, regia di Edgar Jones (1914)
- Madam Coquette (1914)
- The Attorney's Decision (1914)
- The Rock of Hope, regia di Harry Myers - cortometraggio (1914)
- The Greater Love, regia di Edgar Jones (1914)
- The Hopeless Game, regia di Harry Myers (1914)
- The Bride of Marblehead, regia di Harry Myers - cortometraggio (1914)
- Thumb Prints and Diamonds, regia di Joseph W. Smiley (1914)
- Love Triumphs, regia di Harry Myers (1914)
- His Night Out, regia di Allen Curtis (1914)
- The Unknown Country (1914)
- The Little Gray Home, regia di Harry Myers - cortometraggio (1914)
- The Accusation, regia di Harry Myers (1914)

#### 1915
- Fathers Three, regia di Harry Myers (1915)
- Men at Their Best, regia di Harry Myers (1915)
- The Cards Never Lie, regia di Harry Myers - cortometraggio (1915)
- The Hard Road, regia di Harry Myers (1915)
- A Romance of the Backwoods, regia di Harry Myers (1915)
- The Danger Line, regia di Harry Myers (1915)
- Playing with Fire, regia di Harry Myers (1915)
- The Law of Love, regia di J. Farrell MacDonald (1915)
- Saved by a Dream, regia di Harry Myers (1915)
- The Artist and the Vengeful One, regia di Harry Myers - cortometraggio (1915)
- Indiscretion, regia di Edgar Jones (1915)
- Father's Money, regia di Harry Myers (1915)
- A Stranger in Camp - cortometraggio (1915)
- The House of a Thousand Relations, regia di Harry Myers (1915)
- The Snow Girl, regia di Frank S. Beresford (1915)
- We Should Worry for Auntie, regia di Harry Myers (1915)
- The Marble Heart, regia di George Lessey (1915)
- Copper - cortometraggio (1915)
- The Suburban, regia di George Lessey (1915)
- The Wolf of Debt, regia di Jack Harvey (1915)

#### 1916
- The Pipe Dream, regia di Harry Myers (1916)
- Her Husband's Wife, regia di Ivan Abramson (1916)
- A Prince in a Pawnshop, regia di Paul Scardon (1916)
- An Enemy to the King, regia di Frederick A. Thomson (1916)

#### 1917
- The Man of Mystery, regia di Frederick A. Thomson (1917)
- Intrigue, regia di John S. Robertson (1917)
- Arsene Lupin, regia di Paul Scardon (1917)
- Clover's Rebellion, regia di Wilfrid North (1917)

#### 1919
- Il marchio del passato (Mary Regan), regia di Lois Weber (1919)
- Il ladro di perle (A Rogue's Romance), regia di James Young (1919)
- Hornet's Nest, regia di James Young (1919)
- The Wolf, regia di James Young (1919)
- The Black Gate, regia di Theodore Marston (1919)

#### 1920
- The Invisible Hand, regia di William Bowman - serial (1920)
- Hearts Are Trumps, regia di Rex Ingram (1920)

#### 1921
- I quattro cavalieri dell'Apocalisse (The Four Horsemen of the Apocalypse), regia di Rex Ingram (1921)
- A Trip to Paradise, regia di Maxwell Karger (1921)

#### 1922
- Travelin' on, regia di Lambert Hillyer (1922)
- The Curse of Drink, regia di Harry O. Hoyt (1922)
- The Strangers' Banquet, regia di Marshall Neilan (1922)

#### 1923
- Tre pazzi saggi (Three Wise Fools), regia di King Vidor (1923)
- Barefoot Boy, regia di David Kirkland (1923)
- Her Reputation, regia di John Griffith Wray (1923)
- The Unknown Purple, regia di Roland West (1923)

#### 1924
- The Last of the Duanes, regia di Lynn Reynolds (1924)
- Stepping Lively , regia di James W. Horne (1924)

#### 1925
- The Cloud Rider, regia di Bruce Mitchell (1925)
- Jimmie's Millions, regia di James P. Hogan (1925)
- Before Midnight, regia di John G. Adolfi e Henry Ginsberg (1925)
- Don't, regia di Alfred J. Goulding (1925)
- The Prince of Pep, regia di Jack Nelson (1925)

#### 1926/1927
- Bucking the Truth, regia di Milburn Morante (1926)
- The Dove, regia di Roland West (1927)

### Regista
- The Meddler (1915)
- Blood Heritage (1915)
- Sunlight and Shadows (1916)
- Scorched Wings (1916)
- The Gift of the Magi (1917)

### Sceneggiatore
- Sunlight and Shadows, regia di Brinsley Shaw (1916)